# Michael Heuffner
Michael Heuffner (* 1483 in Eger, heute Cheb; † 1511 in Zwickau) war ein deutscher Bildhauer und Maler.

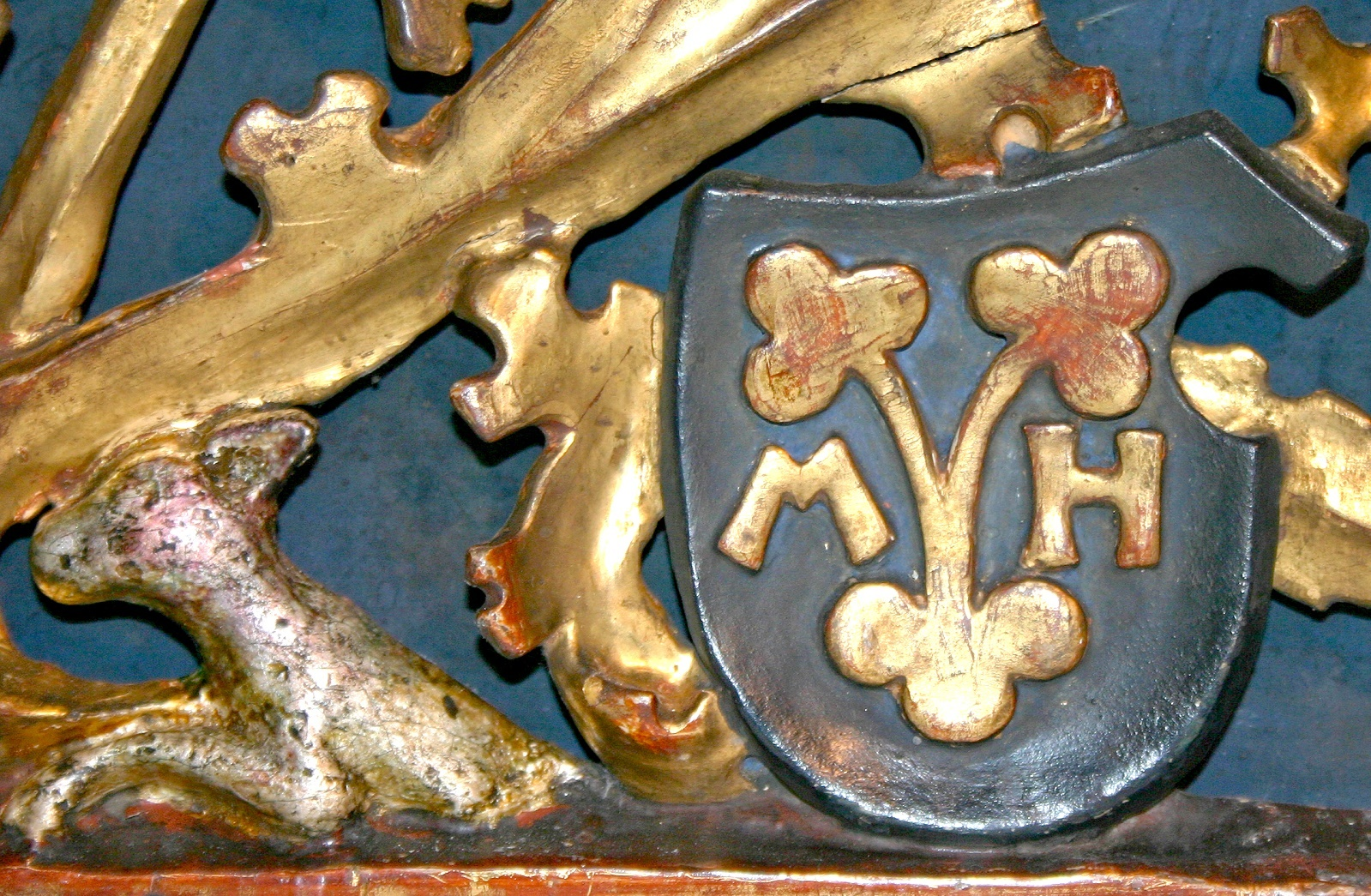
Das Wappen von Michael Heuffner aus dem Marienaltar der Hospitalkirche Hof (1511)

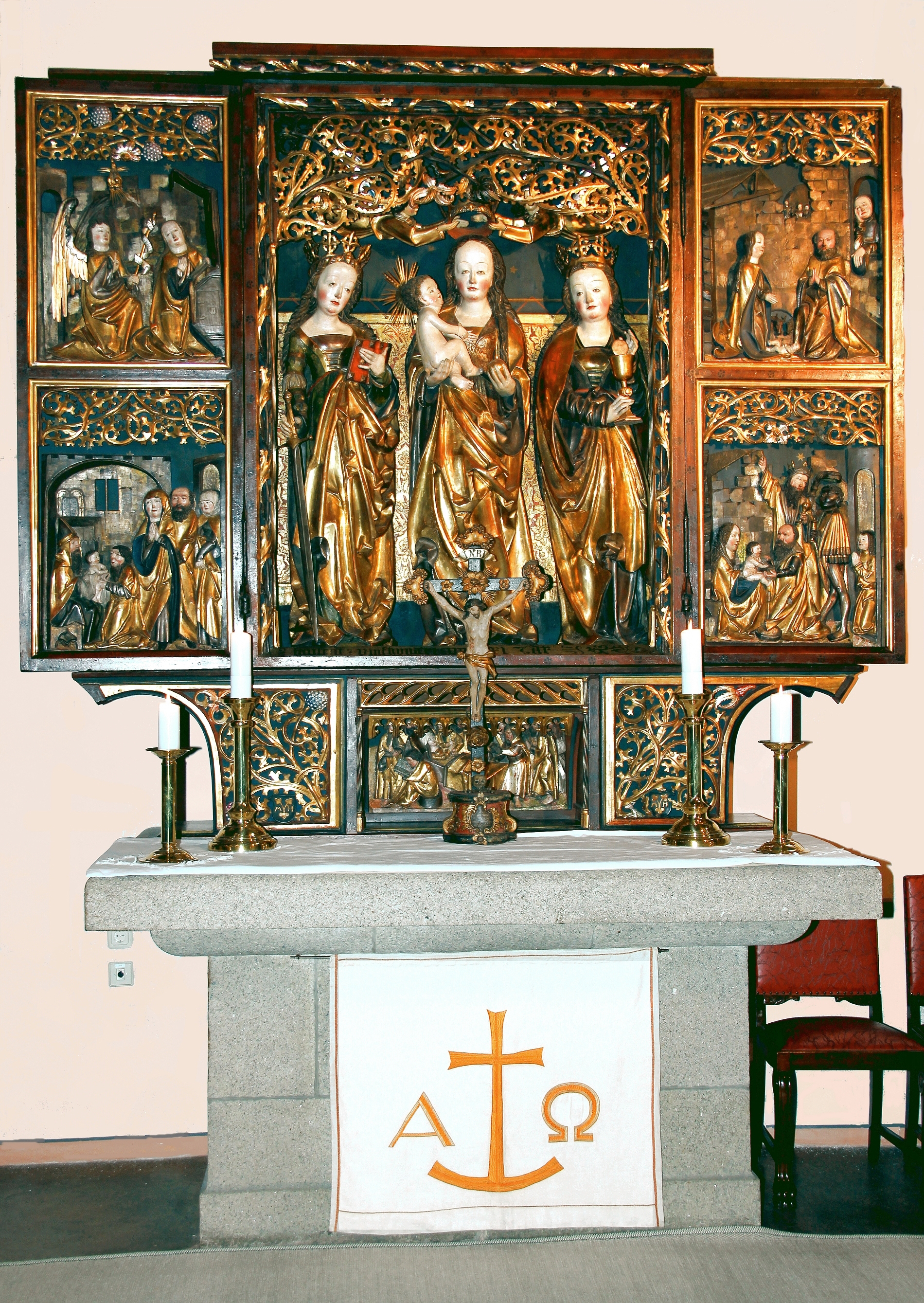
Gesamtansicht des Marienaltars in der Hospitalkirche von Michael Heuffner

Michael Heuffner war ein Zeitgenosse von Peter Breuer in Zwickau und vermutlich dessen Schüler. Er schuf 1507 das Heilige Grab in der Zwickauer St.-Marien-Kirche, 1510 einen Altar in Reinsdorf und 1511 den Flügelaltar der Hospitalkirche in Hof. Sowohl das Heilige Grab als auch den Hofer Flügelaltar zieren identische blaue Wappen des Künstlers mit seinen goldenen Initialen. Zwischen den beiden Buchstaben MH befindet sich eine goldene Y-förmige Verzierung mit dreiblättrigen Kleeblättern an den Enden. Die vier Altarfiguren aus Lindenholz vom Reinsdorfer Altar sind im Städtischen Museum Zwickau ausgestellt.